# Bille August
Bille August (Brede, 9 novembre 1948) è un regista danese.

## Biografia
Ha vinto la Palma d'oro per il miglior film due volte: nel 1988 con Pelle alla conquista del mondo, tratto dal romanzo di Martin Andersen Nexø (che vinse anche l'Oscar al miglior film straniero), e nel 1992 col film Con le migliori intenzioni, tratto da una sceneggiatura autobiografica di Ingmar Bergman.
Il suo film Treno di notte per Lisbona (2013) è stato presentato fuori concorso al 63º Festival Internazionale del Cinema di Berlino. Aveva pianificato di dirigere un film biografico su Gianni Versace con Antonio Banderas nel ruolo di Versace, ma questo progetto è stato cancellato. Nell'agosto 2021, è stato annunciato che August avrebbe diretto un adattamento cinematografico del romanzo Ehrengard di Karen Blixen, prodotto da Netflix e SF Studios.
Nel 2023 ha diretto la miniserie Il conte di Montecristo.

## Filmografia

### Cinema
- Body Building (1971) (documentario con Sven-Ole Thorsen)
- Honning Måne (1978)
- Zappa (1983)
- Tro, håb og kærlighed (1984)
- Pelle alla conquista del mondo (Pelle erobreren) (1987)
- Con le migliori intenzioni (Den goda viljan) (1992)
- La casa degli spiriti (The House of the Spirits) (1993)
- Jerusalem (1996)
- Il senso di Smilla per la neve (Smilla's Sense of Snow) (1997)
- I miserabili (Les Misérables) (1998)
- En sång för Martin (2001)
- L'ora della verità (Return to Sender) (2004)
- Chacun son cinéma - episodio Appuntamento all'ultimo spettacolo (The Last Dating Show) (2007)
- Il colore della libertà - Goodbye Bafana (Goodbye Bafana) (2007)
- Marie Krøyer (2012)
- Treno di notte per Lisbona (Night Train to Lisbon) (2013)
- Stille hjerte (2014)
- Era mio nemico (Feng huo fang fei) (2017)
- 55 passi (55 Steps) (2017)
- Pietro il fortunato (Lykke-Per) (2018)

### Televisione
- Verden er så stor, så stor - film TV (1980)
- Maj - film TV (1982)
- Busters verden - film TV (1984)
- Il conte di Montecristo (The Count of Monte Cristo) – miniserie TV (2025)

## Riconoscimenti
- 2002 - Guldbagge
  - Candidatura a miglior regista per En sång för Martin
  - Candidatura a migliore sceneggiatura per En sång för Martin